# Zuénoula
 Zuénoula è una città e sottoprefettura della Costa d'Avorio appartenente al dipartimento di Zuénoula. Conta una popolazione di 80 949 abitanti (censimento 2014).